# Isolationniste (comics)
L'Isolationniste est un super-vilain mutant allemand créé par Marvel Comics. Il est apparu pour la première fois dans X-Factor vol.3 #16, en 2007.

## Origine
Les origines de Josef Huber sont inconnues. Bien qu'il soit considéré comme un mutant, il semble qu'il soit d'une espèce totalement différente (c'est du moins l'avis de Peter David, le créateur du personnage).
On sait que son pouvoir télépathique l'obligeait à vivre reclus et éloigné de la civilisation.
Après le M-Day, il rencontra Jamie Madrox, le Fauve et Cyclope, pour organiser une marche mutante, pour forcer le gouvernement des États-Unis à reconnaître que les mutants était une espèce en danger. Il influença les pensées des héros et tenta de tuer la jeune Layla Miller par l'intermédiaire d'une androïde élaborée, ayant l'identité d'une jeune réfugiée française, Nicole. Quand les mutants découvrirent ses plans, ils l'affrontèrent et réussirent à le faire fuir. Il retourna vivre dans sa caverne glacée.

## Pouvoirs
- L'Isolationniste est un mutant télépathe pouvant développer les pouvoirs des mutants qu'il rencontre, physiquement ou mentalement.
- On l'a ainsi vu utiliser différents pouvoirs des X-Men : rafale optique de Cyclope, téléportation de Diablo, force surhumaine et peau en acier organique de Colossus, génération de glace, création intuitive robotique de Forge...
- Du fait de son don de télépathie incontrôlable, il est sujet à de violentes migraines, à cause des voix qu'il entend perpétuellement. C'est pour cette raison qu'il  vit reclus. Il prend des analgésiques et des anti-dépresseurs pour supporter la douleur.